# Новосибірська ГЕС
Новосибірська ГЕС — гідроелектростанція на річці Об в Совєтському районі міста Новосибірськ. Єдина гідроелектростанція на Обі, відіграє важливу роль у роботі енергосистеми Новосибірська, забезпеченні надійного водопостачання, роботі річкового транспорту . Побудована в 1950—1961 роках. Власником Новосибірської ГЕС (за винятком судноплавного шлюзу) є ВАТ «РусГідро». Архітектурний комплекс Новосибірської ГЕС є об'єктом культурної спадщини, що охороняється державою.

## Конструкція станції
Конструктивно Новосибірська ГЕС є низьконапорною русловою гідроелектростанцію (будівля ГЕС входить до складу напірного фронту). Споруди гідровузла включають в себе земляні греблі і дамбу, бетонну водоскидну греблю, будівля ГЕС, ОРУ 110 і 220 кВ і судноплавний шлюз; загальна протяжність підпірних споруд гідровузла становить 4846 м . В основі споруд знаходяться пісковики та глинясті сланці. Встановлена потужність електростанції — 480 МВт, проектне середньорічне вироблення електроенергії — 1,687 млрд кВт · год.

## Греблі
До складу споруд Новосибірської ГЕС входять дві земляні греблі і одна дамба, намиті з дрібнозернистих піщаних ґрунтів:
- лівобережна завдовжки 311 м, максимальною висотою 23,5 м, шириною по підошві 222,5 м і по гребеню до 59,5 м;
- правобережна довжиною 3044,5 м, максимальною висотою 28,2 м, шириною по гребеню 42 м;
- правобережна дамба довжиною 1023 м, максимальною висотою 6,5 м, шириною по гребеню 43,5 м;

У земляні греблі намито 8386000 м³ ґрунту, укоси гребель з боку водосховища захищені від розмиву хвилями залізобетонними плитами, з низової сторони закріплені одернуванням. Також залізобетонними плитами закріплені берег річки в районі розподільного пристрою і лівий берег водосховища протягом 800 м. Для пропуску надлишкових витрат води в паводковий період використовується водоскидні бетонна гребля завдовжки 198,5 м і висотою 20 м. Гребля має 8 прогонів завширшки по 20 м, що перекриваються плоскими колісними затворами, розрахована на пропуск 9200 м³/с води при нормальному підпорному рівні і 13 400 м³/с — при форсованому рівні. Загальна пропускна здатність гідровузла (включаючи пропуск води через донні водоскиди і гідроагрегати) при форсованому підпорному рівні становить 22065 м³/с.

### Будівля ГЕС
Будівля ГЕС суміщеного типу (у ньому розміщені одночасно гідроагрегати і водоскиди) довжиною 223,6 м, розташоване на лівому березі, поділяється на машинний зал і монтажний майданчик. Машинний зал розділяється на сім блоків, в кожному з яких розміщено гідроагрегат і три донних водоскиди (загальна максимальна пропускна здатність донних водоскидів при ФПУ — 5200 м³/с). У будівлю ГЕС укладено 265 тис. м³ бетону. У машинному залі Новосибірської ГЕС змонтовано 7 гідроагрегатів: шість потужністю 65 МВт і один потужністю 70 МВт [5] . Гідроагрегати включають в себе вертикальні поворотно-лопатеві турбіни ПЛ-661-СБ-800 (5 шт.) або ПЛ 30-В-800 (2 шт.) і гідрогенератори СВ 1343 / 140-96 УХЛ4 . Розрахунковий напір турбін — 17 м, діаметр робочого колеса — 8 м, максимальна пропускна здатність — 495 м³/с. Виробник турбін — харківський завод «Турбоатом», генераторів — новосибірське підприємство «ЕЛСИБ». З лівобережною земляною греблею будівля ГЕС сполучається за допомогою конусної ділянки, з водоскидною греблею — за допомогою роздільної підвалини.

### Судноплавний шлюз
Для пропуску через гідровузол річкових суден використовується трикамерний однонитковий судноплавний шлюз, розташований на правому березі. Крім камер, до складу шлюзу входять верхній і нижній підхідні канали з причальними і напрямними спорудами, розділові й огороджувальні дамби. Довжина кожної камери шлюзу 148 м, ширина 18 м, глибина на верхньому порозі 6,2 м (мінімальна 2,5 м). Час наповнення або спорожнення кожної камери — 8 хвилин, в шлюз укладено 196,9 тис. м³ бетону. По спорудах ГЕС прокладена двосмугова автомобільна дорога, що перетинає будівлю ГЕС, водоскидні греблю і шлюз за допомогою мостів.

### Водосховище
Напірні споруди ГЕС утворюють велике Новосибірське водосховище. Площа водосховища при нормальному підпорному рівні 1072 км², довжина 214 км, максимальна ширина 22 км, площа водозбору 232 тис. км². Повна і корисна ємність водосховища становить 8,8 і 4,4 км³ відповідно, що дозволяє здійснювати сезонне регулювання стоку (водосховище наповнюється в повінь і спрацьовується в меженний період). Відмітка нормального підпірного рівня водосховища становить 113,5 м над рівнем моря (по Балтійській системі висот), форсованого підпірного рівня — 115,7 м, рівня мертвого об'єму — 108,5 м.